# Турска чесма у Бољев Долу
Турска чесма у Бољев Долу, насељеном месту на територији општине Димитровград, потиче са краја 17. или почетка 18. века. Подигао ју је Турчин по имену Сара као курбан (захвалност) Алаху за неку војничку победу.
Чесма са две луле, изграђена је од камена и представља врхунски занатски рад. На прочељу је изведена двострука ниша са лучним сводом, изнад кога је сокл са арапским рунама, које су прочитане и доста прецизно  датовале чесму. Назначена је и прич о аскеру (војнику) Сари, коме је у знак захвалности за неку победу даровано читаво једно село. По томе је Бољев Дол чифчијско или село беземљаша у власништву Турчина. Kако бележе стари документи, могло је бити и до 12 кућа или фамилија, са не баш пуно земље и стоке.
Са флоралним мотивима који је украшавају, натписом који је одређује и траговима пигмента, који речито сведоче колико је некада била раскошна, чесма је прави и неочекивани драгуљ.
На њој се и сада види да је била доминатна нека црвена боја, ниша и сокл су пак били окер, док је флорална декорација била обојена зелено и жуто. Посебна прича је вода из ње, која је доведена из Дрење, на удаљености од километар и по, посебним водоводом са Старе планине. 
Иако сличне нема на ширем подручју Босилеграда, чесма још није под никаквом врстом културне заштите.